# Talp de musell llarg
El talp de musell llarg (Euroscaptor longirostris) és una espècie de mamífer de la família dels tàlpids. És endèmic de la Xina.